# راستاب
راستاب (بالفارسية: راستاب) هي قرية تقع في قسم ميزدج سفلي الريفي في إيران. يقدر عدد سكانها بـ 1,676 نسمة .